# Quentin Quail
Pour plus de détails, voir Fiche technique et Distribution.
Quentin Quail est un court métrage d'animation américain de la série des Merrie Melodies réalisé par Chuck Jones, sorti en  1946 . 